# Cserepek
Cserepek è un film del 1981 diretto da István Gaál. Il film era in concorso al Festival di Cannes del 1981.